# 赤川孝一
赤川 孝一（あかがわ こういち、生没年不詳）は、日本の映画プロデューサー。

## 概要
満洲国文教部社会教育課を経て、戦後に帰国。東映では「白蛇伝」など教育映画、アニメーション映画の製作を行った。満州時代は満映理事長だった甘粕正彦の側近であり、内田吐夢とともに死の瞬間を看取った。息子は作家の赤川次郎。

## 代表作
- 二宮尊徳の少年時代（1957年　東映教育映画部）
- こねこのらくがき（1957年　東映教育映画部）
- かっぱのぱあ太郎（1957年　東映教育映画部）
- 北海道の大自然（1957年　東映教育映画部）
- 白蛇伝（1958年　東映動画）
- 夢見童子（1958年　東映教育映画部）
- 六人姉妹（1958年　東映教育映画部）
- 福沢諭吉の少年時代（1960年　東映教育映画部）
- マッキンレー征服（1960年　東映教育映画部）